# Langues en Jamaïque
La langue officielle de la Jamaïque est de facto l'anglais jamaïcain standard, mais la langue maternelle et du quotidien est le créole jamaïcain.
Le taux d'alphabétisation chez les plus de 15 ans en 2015 y est estimé à 89 % selon l'UNESCO, dont 84 % chez les hommes et 93 % chez les femmes.